# Stanley Schachter
Stanley Schachter, född 15 april 1922 i New York, död 7 juni 1997, var en amerikansk socialpsykolog. Han studerade sociala och psykologiska aspekter av bland annat fetma, rökning och födelseordning. I en rapport från 2002 listar det amerikanska psykologförbundet Schachter som nummer sju på en lista över de mest citerade psykologerna under 1900-talet.